# Великов, Пётр
Пётр Василев Великов (29 марта 1951, Добрич) — болгарский шахматист, гроссмейстер (1982). Врач.

## Шахматная карьера
Участник ряда чемпионатов Болгарии; лучшие результаты: 1975 — 5-е; 1976 — 5—6-е; 1977 — 5—9-е; 1978 — 1—2-е; 1987 — 1-е места. 4-е раза выступал за команду Болгарии на олимпиадах (1982—1986, 1990).
Лучшие результаты в международных турнирах: Варна (1974) — 4—5-е; Вроцлав (1976) — 1-е; 1978 — Кикинда — 2—3-е и Албена — 3-е; 1979 — Албена — 2—4-е, Стара-Загора — 2—3-е; Копенгаген (1981) — 1—3-е; Перник (1981) — 1—4-е; 1982 — Врнячка-Баня — 1—2-е; Пампорово (Болгария) — 2—5-е и Пловдив — 3—5-е; Фрунзе (1983) — 4—5-е; Трнава (1984) — 3—4-е; Наленчув (1985) — 5—6-е; Афины (1987) — 1—2-е места (107 участников).

## Изменения рейтинга
| Графики недоступны из-за технических проблем. См. информацию на Фабрикаторе и на mediawiki.org. |